# Sphiggurus mexicanus
Sphiggurus mexicanus är en gnagare. Arten beskrevs först av Kerr 1792.  Sphiggurus mexicanus ingår i släktet Sphiggurus och familjen trädpiggsvin. IUCN kategoriserar arten globalt som livskraftig. Det svenska trivialnamnet mexikanskt gripsvanspiggsvin förekommer för arten. Inga underarter finns listade i Catalogue of Life. Wilson & Reeder (2005) skiljer mellan tre underarter.

## Utseende
Arten når en kroppslängd (huvud och bål) av 32 till 45,7 cm, en svanslängd av 20 till 36 cm och en vikt av 1,4 till 2,6 kg. På ovansidan förekommer en blandning av taggar och päls förutom på huvudet som bara är täckt av taggar. Taggarna har en gul färg och svarta spetsar. De mjuka håren som bildar pälsen på ovansidan är svartaktiga. Längre bak finns färre taggar och de är ofta gömda i pälsen. Den rosa nosen liknar en stor knöl och den är bara glest täckt med hår. Svansen är bred nära roten och den blir smalare fram till spetsen. Den har några borstiga hår eller taggar vid den tjocka delen.

## Utbredning och habitat
Detta trädpiggsvin förekommer i Centralamerika från södra Mexiko till nordvästra Panama. Arten lever i olika habitat med träd men den undviker fuktiga städsegröna skogar.

## Ekologi
Individerna är aktiva på natten och de klättrar främst i växtligheten. Ibland kommer de ner till marken. Svansen kan användas som gripverktyg. Arten vilar i trädens håligheter och i täta bladansamlingar. Födan utgörs av frukter, frön, unga växtskott och unga blad. Per kull föds en unge.
Ibland används områden med bambu på marken som gömställe. Bon på träd existerar en längre tid och där bildas ofta högar av matrester på marken som är illaluktande. Frukter som äts är vanligen fikon, från släktet Inga, från släktet Cecropia eller från släktet Brosimum.
Utanför parningstiden lever varje individ ensam. Under parningsleken kan arten vara ganska högljudd. Ungarnas läten påminner och tamkattens jamande.

## Bildgalleri

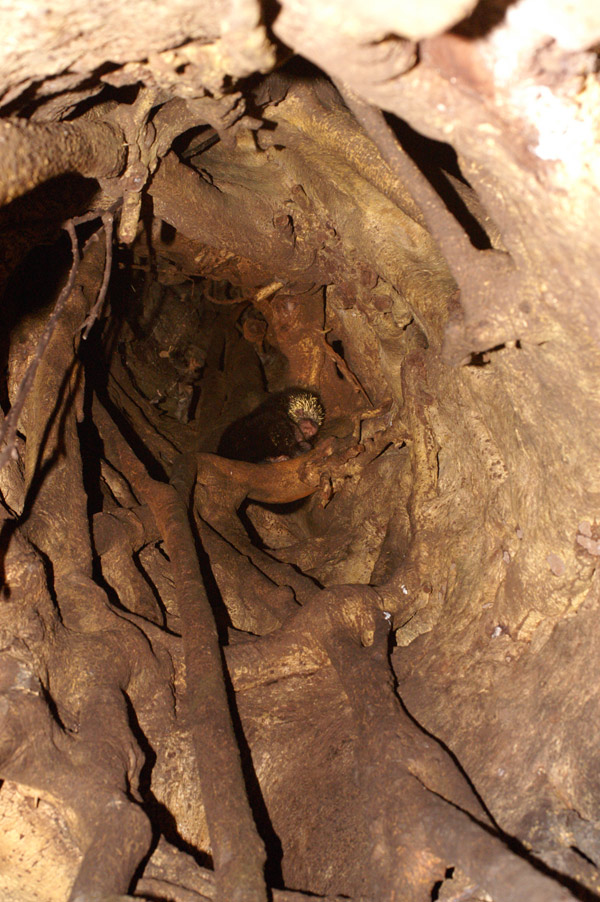
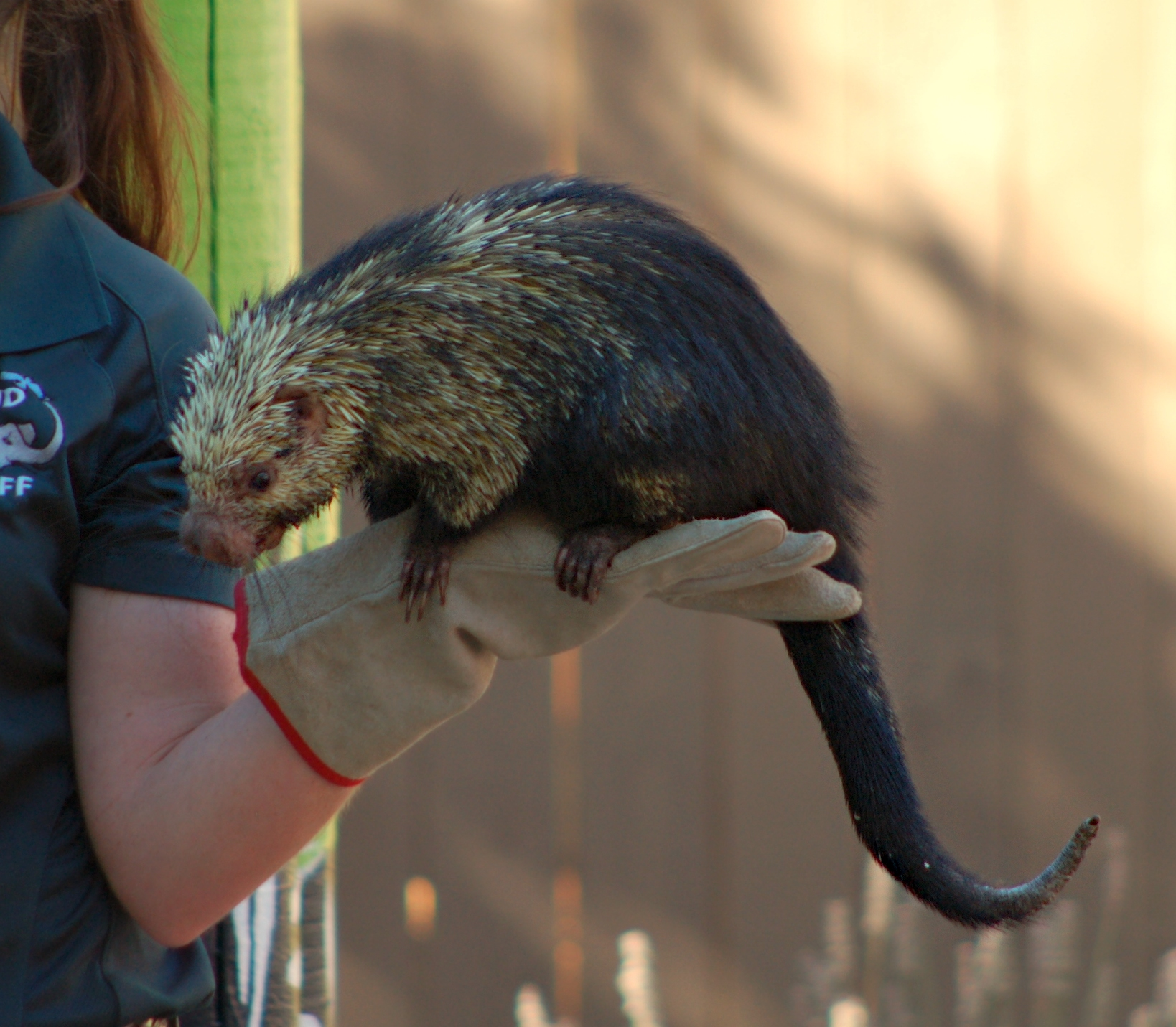